# Joseph Saint-Pierre
Joseph Saint-Pierre (* um 1709; † 21. Juli 1754 in Bayreuth) war ein französischer Architekt.
Saint-Pierre arbeitete am Hof des Markgrafen Friedrich von Brandenburg-Bayreuth und seiner Frau Wilhelmine in Bayreuth ab 1743 probeweise als fürstlicher Hofbauinspektor, bis er dann 1746 eine feste Anstellung erhielt. Die Neugestaltung des Stadtbilds von Bayreuth Mitte des 18. Jahrhunderts ist wesentlich auf seine Bautätigkeit zurückzuführen.
Der bedeutende Baumeister Carl von Gontard, der unter Friedrich II. zahlreiche Bauwerke in Brandenburg-Preußen errichtete, arbeitete anfangs unter Saint-Pierre am Bayreuther Hof.

## Werke (Auswahl)
- 1743: Eremitage in Bayreuth – Um-, Neugestaltung unter Hofbaudirektor Johann Friedrich Grael, dann Johann Georg Weiß begonnen, seit 1743 Joseph Saint-Pierre.
- 1744–1745: Sanspareil – hier eine Grottenanlage, Felsengruppen, Gartenarchitekturen und Skulpturen (zusammen mit Bildhauer Giovanni Battista Pedrozzi ab 1744)
- 1745–1748: Markgräfliches Opernhaus in Bayreuth – Innenarchitektur von Giuseppe und Carlo Galli da Bibiena.
- 1747–1748: Reithalle in der Ludwigstraße, heute Stadthalle
- 1748–1750: Neubau von Hospital und Spitalkirche in Bayreuth
- Um 1752: Rokokofassade des Kulmbacher Rathauses (Denkmalliste)
- 1753–1758: Neues Schloss Bayreuth; Schlosskirche Bayreuth

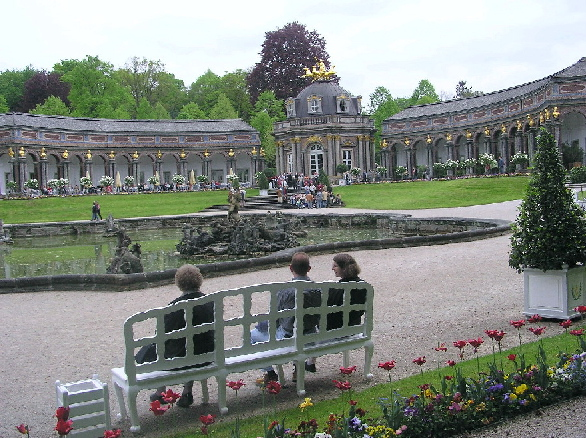
Neues Schloss der Eremitage Bayreuth
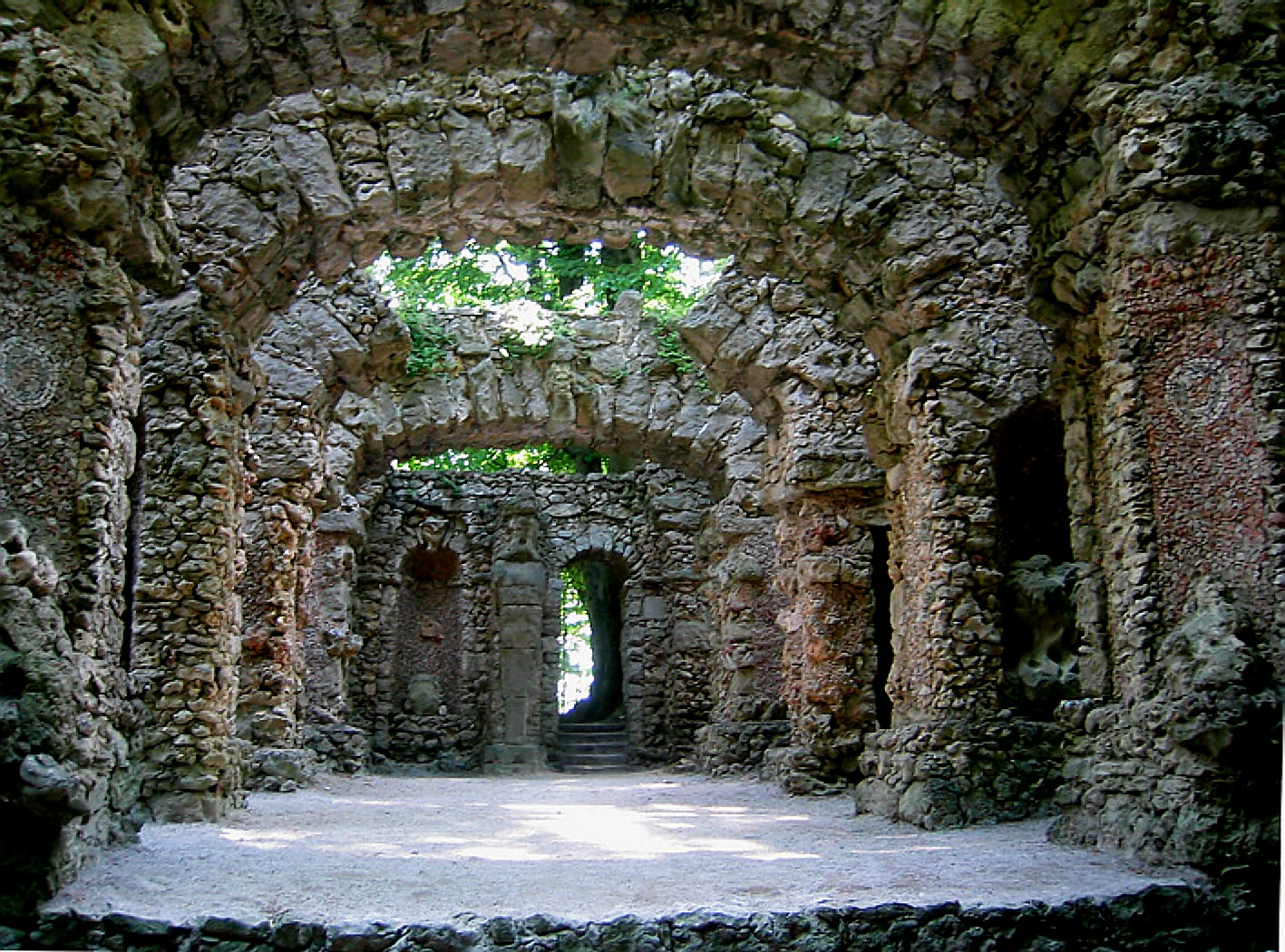
Ruinentheater im Sanspareil
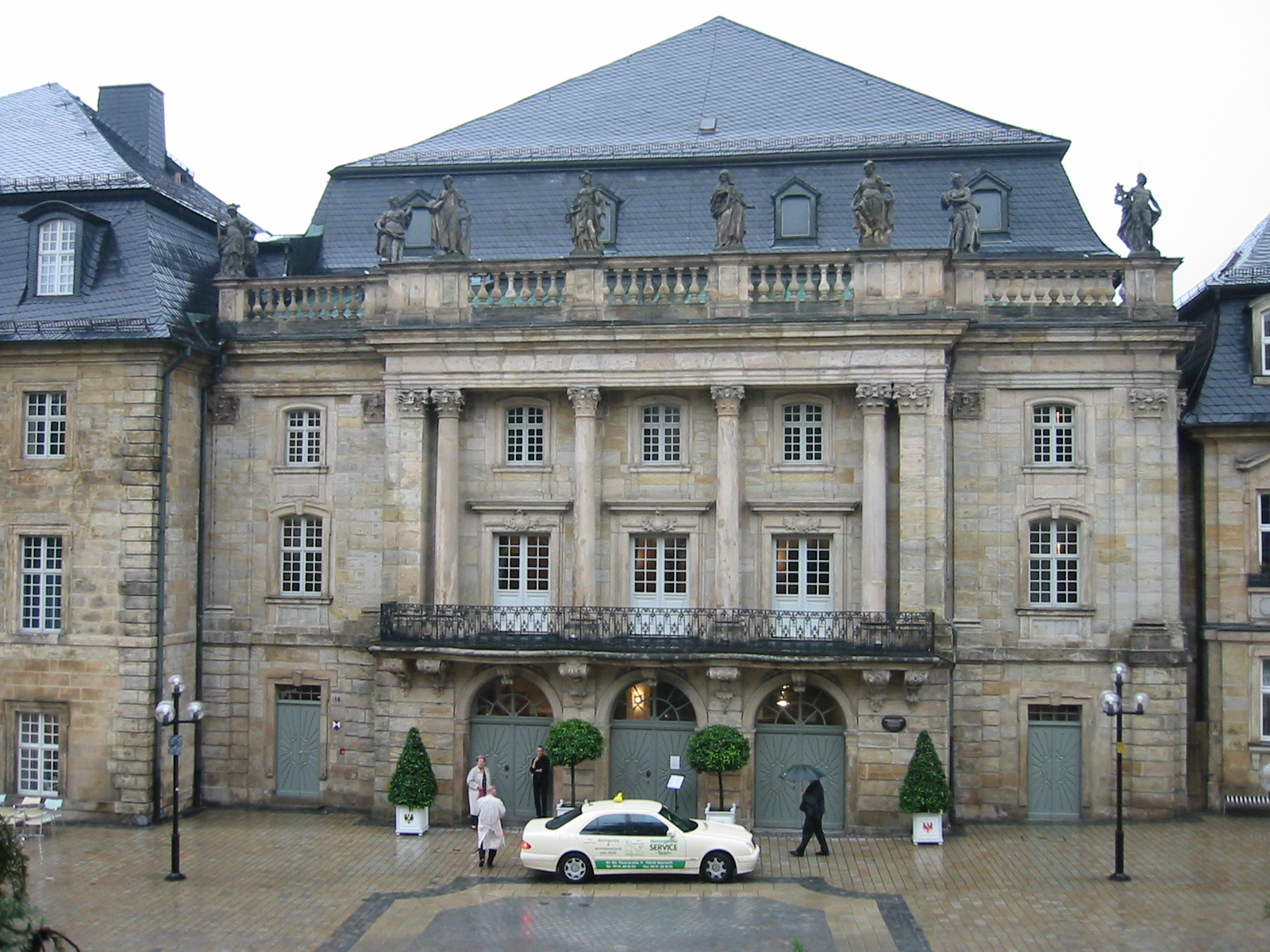
Markgräfliches Opernhaus Bayreuth